# Wimpy
Wimpy est une chaîne internationale britannique de restauration rapide créée à Chicago aux États-Unis dans les années 1930 par Eddie Gold.

## Histoire
Le nom « Wimpy » provient du célèbre ami de Popeye J. Wellington Wimpy (« Gontran » en version française), grand amateur de hamburgers, créé en 1931 par E. C. Segar. Le premier pays à prendre une licence pour cette marque fut l’Angleterre en 1954.
Au Maroc, Wimpy a fermé tous ses points de vente en 1998 devant la domination de McDonald's.

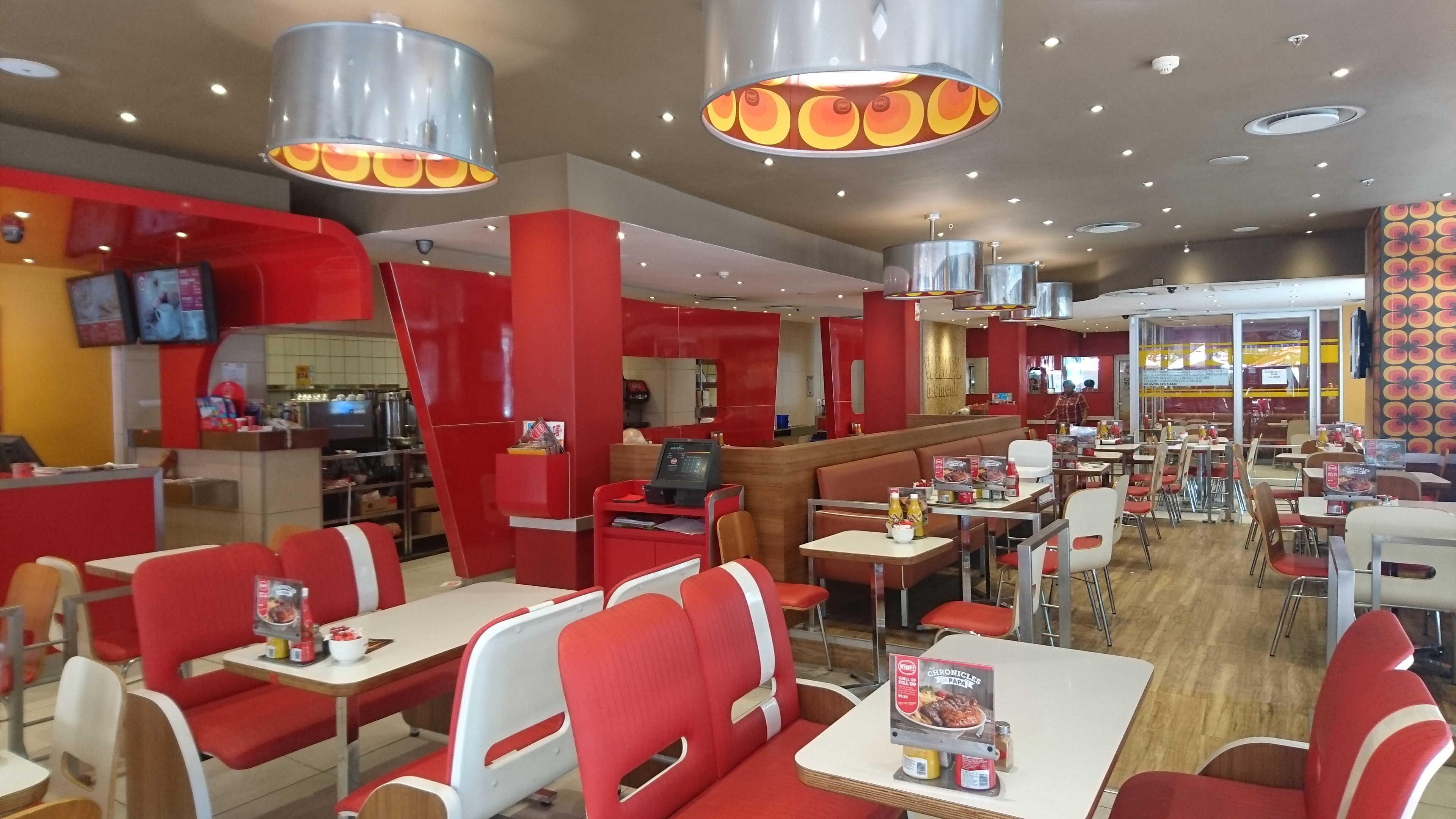
Vue intérieure d'un restaurant sud-africain.

### En France
Wimpy est la première chaîne de restauration rapide montée en France par Jacques Borel en 1961. Le premier restaurant a ouvert le 31 mai 1961 à Paris (Rue du 4-Septembre, 2e arrondissement). Jacques Borel l'appelait « le café de l'an 2000 ». La décoration est la même que dans les fast-foods des États-Unis. Jacques Borel apporte dans ces restaurants une part de rêve américain : hamburger, cheeseburger, milk-shake. Cependant, il faudra attendre plus de 10 ans pour que la restauration rapide réussisse à susciter l’intérêt des Français avec les marques O'Kitch, Burger King, Free Time, Whataburger , Quick, McDonald's, KFC et bien d'autres...
Jacques Borel croit simplement qu’à côté de la restauration traditionnelle peut s’épanouir une nouvelle forme de restauration mieux adaptée aux familles modernes et citadines : réduction du temps consacré au repas, décor décontracté où l’on peut manger rapidement à sa faim, à toute heure.
Il est possible d'y manger des hamburgers cuisinés devant le client par le cuisinier coiffé d'un bob en papier, les steaks cuisent sur plaque-grill en fonte, les oignons cuisent sur le côté de la plaque. Le ketchup se trouve sur les tables et sur le bar dans des flacons de plastique souple en forme de tomate, à disposition de la clientèle.
Parmi le choix important, il y a des options « à cheval » ; le hamburger est présenté ouvert dans l'assiette, avec un œuf au plat posé dessus.
La musique est disponible sous forme de juke-boxes à télécommande sur le mur (wallboxes) à portée de chaque table.
Il y a eu jusqu'à 20 restaurants en France, mais pas plus car à l'époque Jacques Borel se lance aussi dans la restauration sur autoroute qui « nécessite des investissements considérables ».
En 1973, il existait encore des Wimpy à Paris : l'un sur les Champs-Élysées (à hauteur de la rue La Boétie), l'autre à l'angle de la rue Soufflot et du boulevard Saint-Michel (Wimpy - Capoulade), un autre proche de la Gare Saint-Lazare (place du Havre) et aussi boulevard des Italiens.
Les Wimpy disparaîtront en raison d'un désaccord entre le nouveau franchisé et la maison-mère britannique.